# Andrei Alexejewitsch Michailow
Andrei Alexejewitsch Michailow (russisch Андрей Алексеевич Михайлов; * 8. Augustjul. / 19. August 1773greg. in St. Petersburg; † 1849 ebenda) war ein russischer Architekt des Klassizismus und Hochschullehrer. Er war als A. A. Michailow II. bekannt zur Unterscheidung von seinem älteren Bruder A. A. Michailow I.

## Leben
Michailow absolvierte 1779–1792 die Ausbildung an der Kaiserlichen Akademie der Künste. Darauf studierte er dort bei den Architekten Georg Friedrich Veldten, Fjodor Iwanowitsch Wolkow, Iwan Jegorowitsch Starow und Andrejan Dmitrijewitsch Sacharow mit Abschluss 1794. Er wurde 1795 Lehrer für Architektur an der Akademie der Künste, 1808 Mitglied der Akademie, 1810 Professor und war 1823–1831 Rektor der Akademie für den Bereich Architektur.
1816 wurde Michailow Mitglied des Komitees für Bauten und Wasserbauarbeiten in St. Petersburg, das vom Generalinspekteur des Verkehrsingenieurkorps Agustín de Betancourt geleitet wurde und zu dem die Architekten Carlo Rossi, Wassili Petrowitsch Stassow und Antoine-François Mauduit sowie die Ingenieure Wilhelm von Traitteur, Pierre-Dominique Bazaine und Andrei Danilowitsch Gotman gehörten. Das Komitee war für die Stadtplanung und die Kontrolle der Bauten in St. Petersburg zuständig.

## Werke

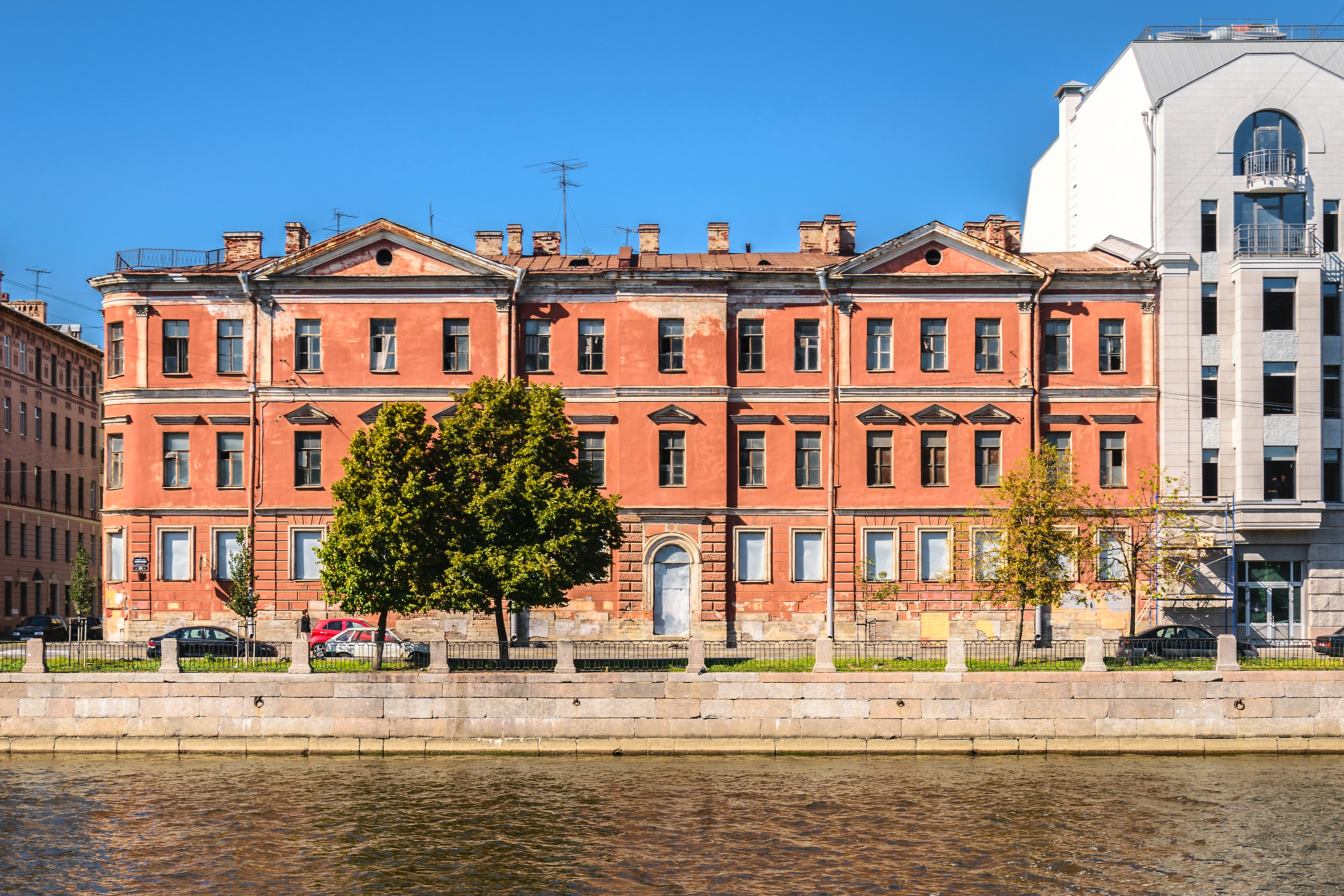
Tschanschin-Haus (1801), Fontanki Nabereschnaja 163, St. Petersburg
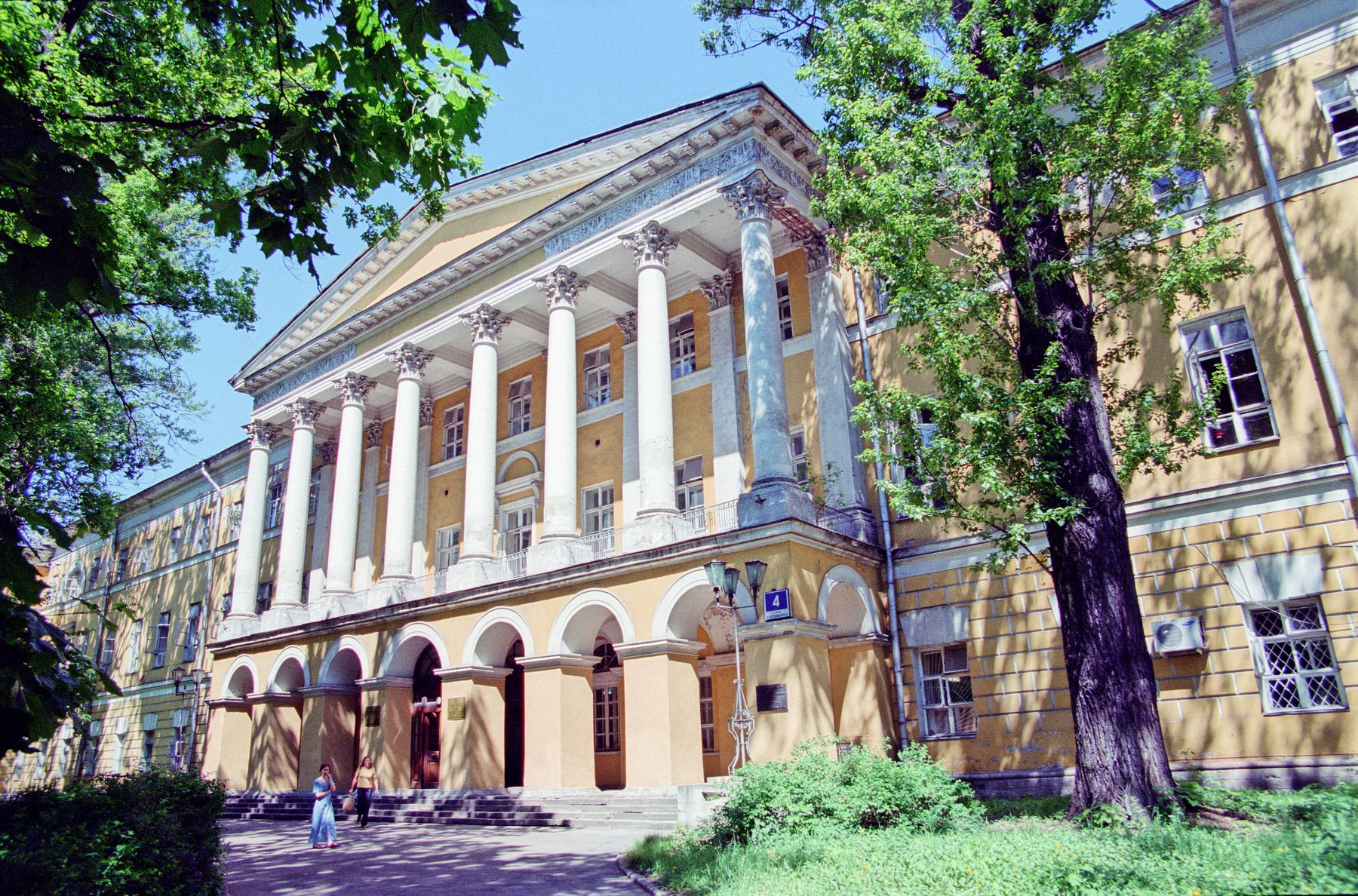
Mariinskaja-Krankenhaus für die Armen (1803–1806 mit Domenico Gilardi und Giacomo Quarenghi), Uliza Dostojewskowo 4/1, St. Petersburg
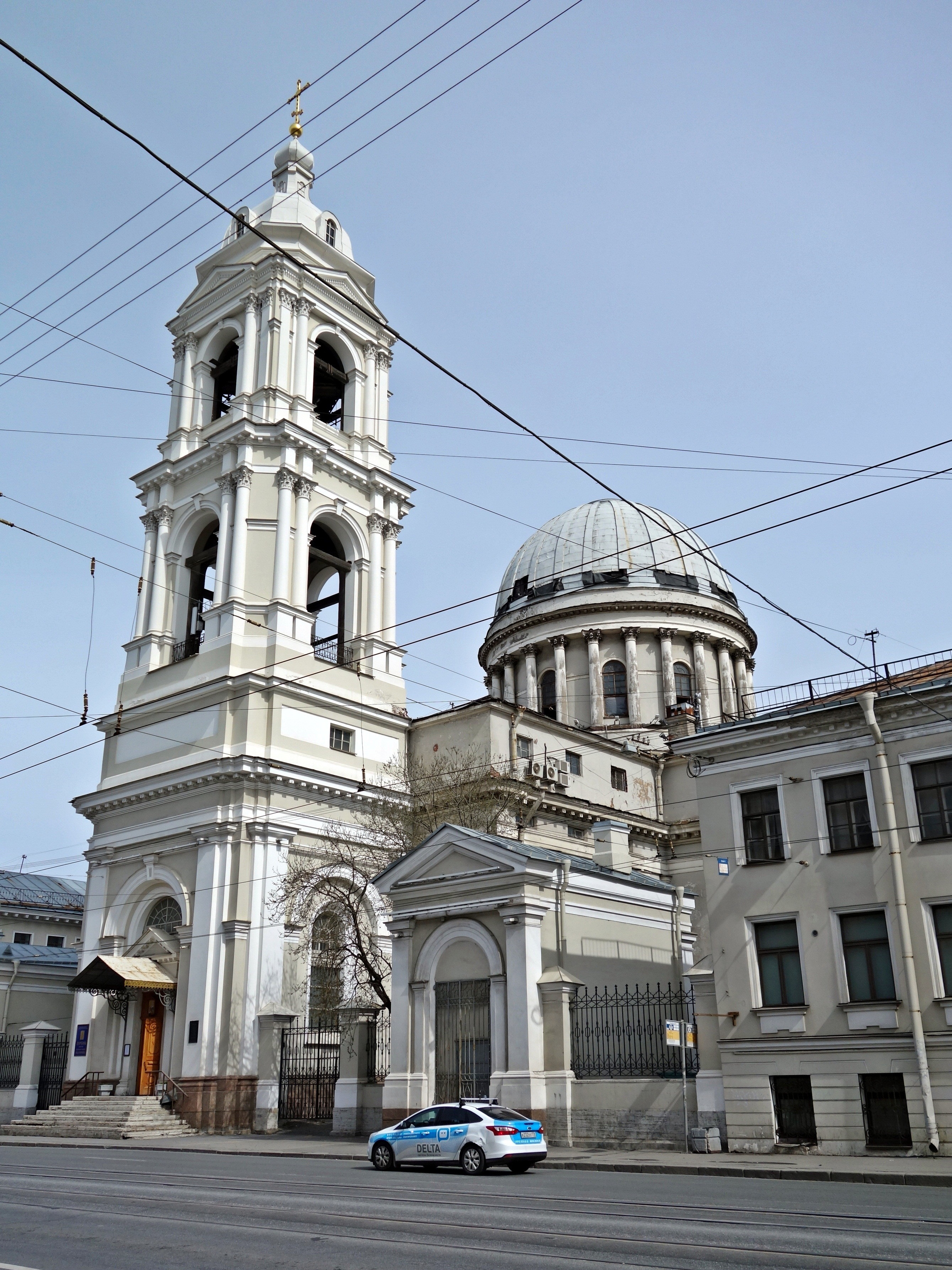
Katharinenkirche (1811–1823, A. M. Bolotow und Ludwig Bohnstedt 1861–1863), Kadetskaja Uliza 27–29, St. Petersburg
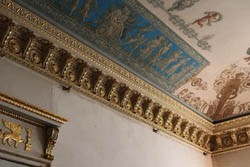
Umgebaute Innenräume (1822–1825) des Bobrinskaja-Palais (Luigi Rusca 1792–1796), Galernaja Uliza 58, St. Petersburg
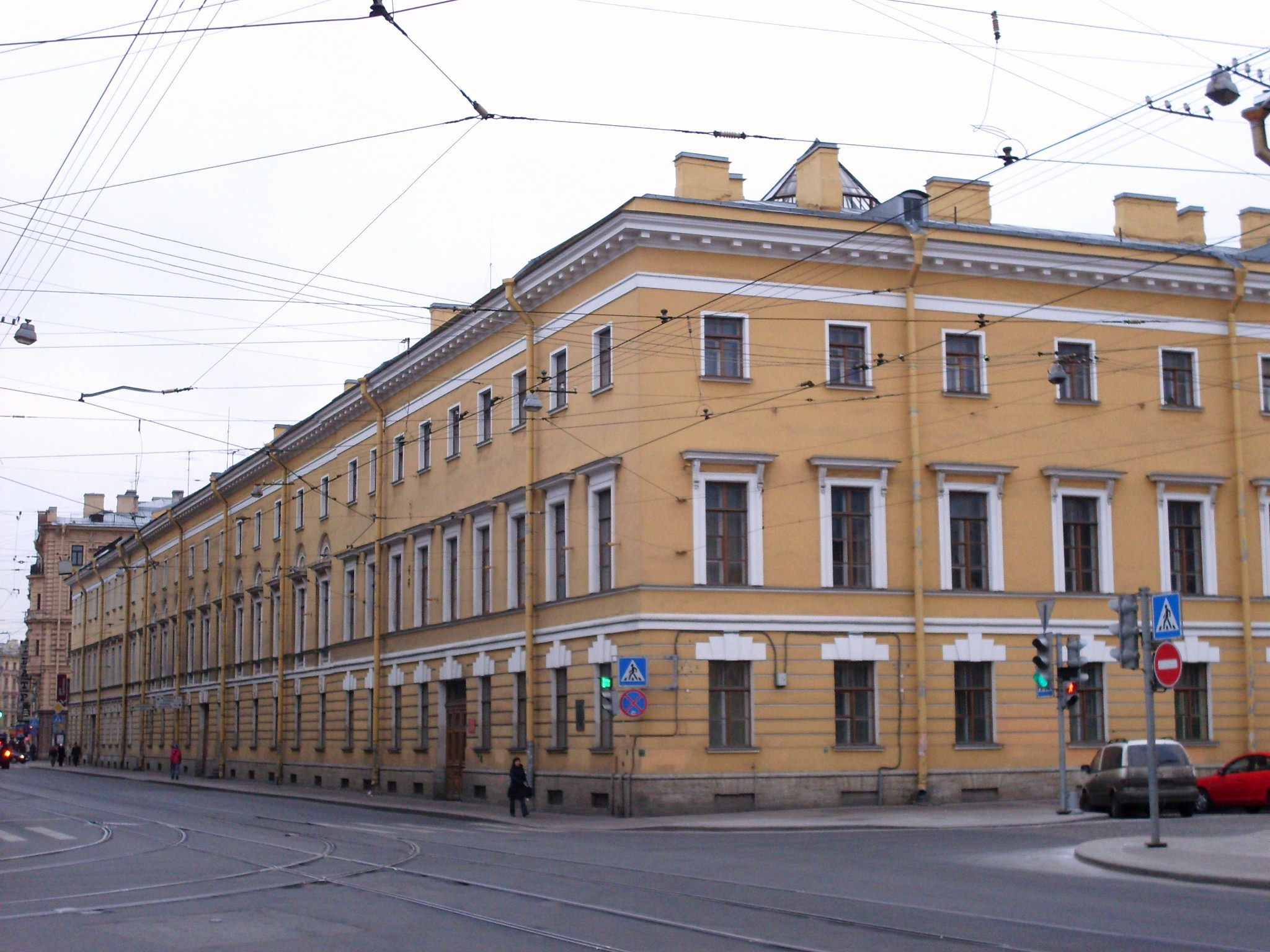
Ordonnanzhaus (1824–1826 mit Carlo Rossi), Sadowaja Uliza 3, St. Petersburg
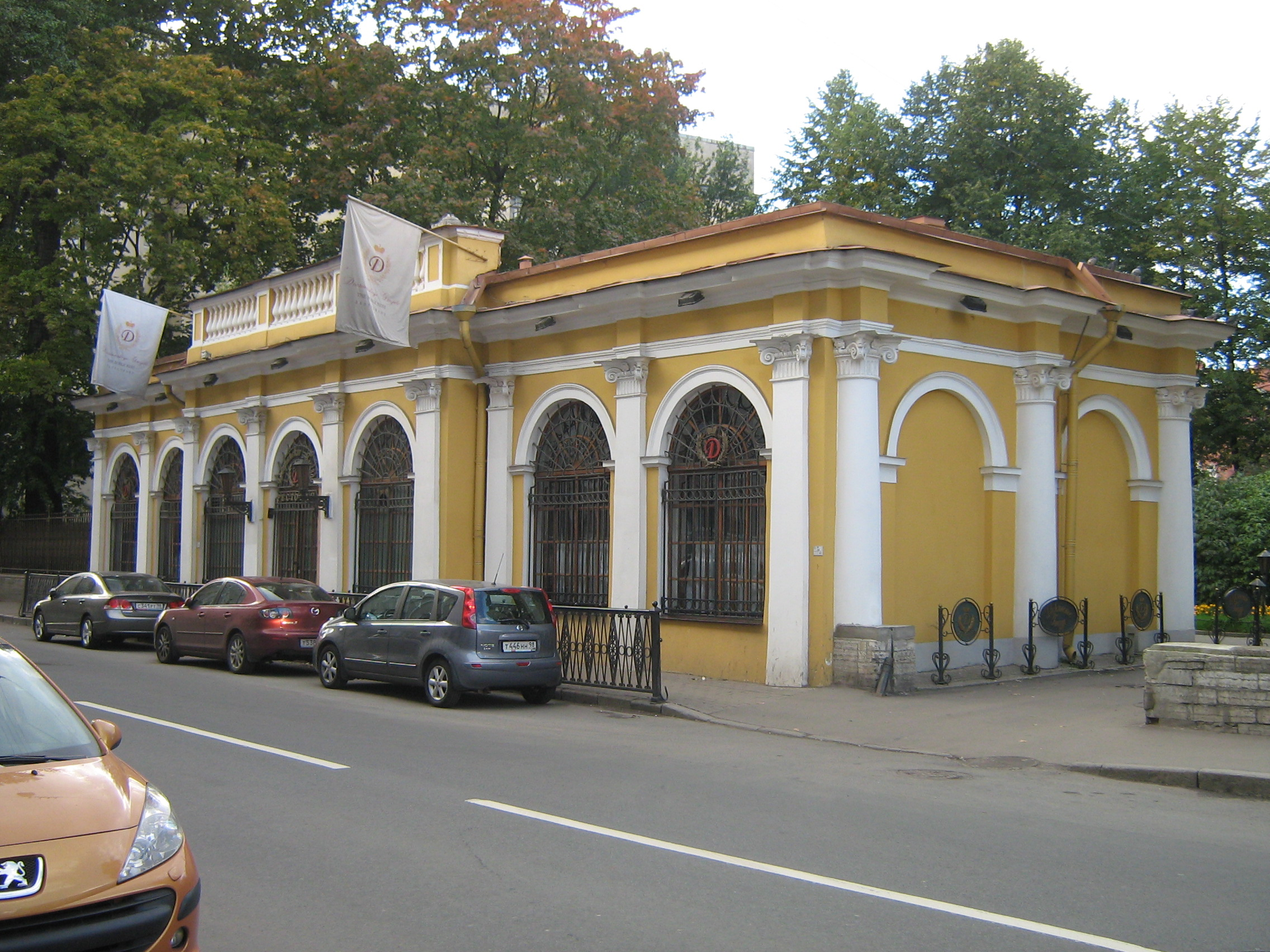
Jussupow-Park (1830–1828), Uliza Dekabristow 21, St. Petersburg